# Maďarsko na Letních olympijských hrách 1996
Maďarsko na Letních olympijských hrách v roce 1996 reprezentovala výprava 212 sportovců (147 mužů a 65 žen) v 24 sportech.

## Medailisté
| Medaile | Jméno | Sport                | Soutěž                       |
| ------- | --- | -------------------- | ---------------------------- |
| Zlato   | István Kovács | Box                  | Muži váha bantamová do 54 kg |
| Zlato   | Rita Kőbánová | Kanoistika           | ženy K1 500 metrů            |
| Zlato   | Csaba Horváth György Kolonics | Kanoistika           | muži C2 500 metrů            |
| Zlato   | Balázs Kiss | Atletika             | Muži hod kladivem            |
| Zlato   | Krisztina Egerszegiová | Plavání              | Ženy 200 m znak              |
| Zlato   | Norbert Rózsa | Plavání              | Muži 200 m prsa              |
| Zlato   | Attila Czene | Plavání              | Muži 200 m polohový závod    |
| Stříbro | Szilveszter Csollány | Sportovní gymnastika | Muži kruhy                   |
| Stříbro | Attila Adrovicz Ferenc Csipes Gábor Horváth András Rajna | Kanoistika           | muži K4 1000 metrů           |
| Stříbro | Károly Güttler | Plavání              | Muži 200 m prsa              |
| Stříbro | Bence Szabó Csaba Köves József Navarrete | Šerm                 | Družstvo mužů šavle          |
| Bronz   | Imre Pulai | Kanoistika           | muži C1 500 metrů            |
| Bronz   | György Zala | Kanoistika           | muži C1 1000 metrů           |
| Bronz   | Csaba Horváth György Kolonics | Kanoistika           | muži C2 1000 metrů           |
| Bronz   | János Martinek | Moderní pětiboj      | Muži jednotlivci             |
| Bronz   | Anikó Meksz Beatrix Kökény Andrea Farkas Anikó Kántor Anikó Nagy Anna Szántó Beáta Hoffmann Beatrix Tóth-Győri Beáta Siti Erzsébet Kocsisová Eszter Mátéfi Éva Erdős Helga Németh Ildikó Pádár Katalin Szilágyi | Házená               | Turnaj žen                   |
| Bronz   | Ágnes Kovácsová | Plavání              | Ženy 200 m prsa              |
| Bronz   | Krisztina Egerszegiová | Plavání              | Ženy 400 m polohový závod    |
| Bronz   | Attila Feri | Vzpírání             | Muži do 70 kg                |
| Bronz   | Gyöngyi Szalayová | Šerm                 | Ženy kord jednotlivci        |
| Bronz   | Géza Imre | Šerm                 | Muži kord jednotlivci        |